# ITunes Festival: London 2010 (Ellie Goulding EP)
Az iTunes Festival: London 2010 Ellie Goulding angol énekesnő és dalszövegíró középlemeze. Az album az iTunes Fesztivál során előadott dalokat tartalmazza. 2010. július 12-én megjelent iTunes-on a Polydor gondozásában. Továbbá a Bright Lights című lemez deluxe kiadásában is helyet kapott az összes felvétel.

## Dallista
|    | Cím                               | Hossz |
| -- | --------------------------------- | ----- |
| 1. | Lights                            | 5:18  |
| 2. | This Love (Will Be Your Downfall) | 3:59  |
| 3. | The Writer                        | 4:09  |
| 4. | Guns and Horses                   | 3:42  |
| 5. | Salt Skin                         | 5:10  |
| 6. | Starry Eyed                       | 3:48  |

## Megjelenési dátumok
| Ország             | Dátum            | Kiadó   | Formátum           |
| ------------------ | ---------------- | ------- | ------------------ |
| Egyesült Királyság | 2010. július 12. | Polydor | Digitális letöltés |